# Coronavírus da síndrome respiratória aguda grave 2
O coronavírus da síndrome respiratória aguda grave 2 (SARS-CoV-2) (em Inglês: Severe acute respiratory syndrome coronavirus 2), inicialmente denominado "2019-nCoV" (em Inglês: 2019 novel coronavirus), e por vezes "coronavírus de Wuhan", ou "vírus da COVID-19", é um vírus ARN de cadeia simples positiva (genoma linear), contagioso entre seres humanos, e a causa da doença COVID-19, da qual existe uma pandemia em curso.
A Organização Mundial de Saúde (OMS) desaconselha a utilização de nomes baseados na localização, e, a fim de evitar confusão com a doença síndrome respiratória aguda grave (SARS), em comunicados públicos por vezes refere-se ao vírus como "vírus responsável pela COVID-19" ou "vírus da COVID-19". Tanto o vírus como a doença são muitas vezes denominados "coronavírus" ou "novo coronavírus" pelo público em geral, embora cientistas usem termos mais precisos.
As primeiras infecções conhecidas foram descobertas na cidade de Wuhan (província de Hubei, China) em dezembro de 2019. Morcegos são o reservatório natural mais provável do vírus, enquanto diferenças com aquele encontrado em humanos sugerem a possibilidade de um hospedeiro intermédio. As evidências atualmente disponíveis indicam um salto zoonótico entre hospedeiros como a origem do vírus em humanos, possivelmente ocorrido nos mercados de rua de Wuhan. Uma hipótese alternativa sugere um escape do laboratório de virologia localizado na mesma cidade, porém não há evidências que permitam essa conclusão. Inicialmente, autoridades como a OMS descartavam tal hipótese, porém, em uma mudança de postura a partir de 2022, a OMS recomendou fortemente a investigação sobre a hipótese de uma fuga acidental de um laboratório, enquanto alguns órgãos do governo dos EUA apontaram-na como a mais provável, sem fornecer detalhes. As autoridades chinesas foram criticadas internacionalmente pela falta de transparência nas investigações sobre a origem do vírus, o que tem levado a relatórios inconclusivos a respeito da origem da disseminação.

## História

### Origem
As evidências atuais indicam uma origem através de um salto zoonótico. A estirpe foi primeiro descrita em Wuhan, mas ainda não é claro qual foi a exata localidade geográfica da transmissão viral para os seres humanos, nem quando é que a estirpe se tornou patogénica (começou a produzir doenças infecciosas nos hospedeiros). O vírus da COVID-19 apresenta proximidade genética com os coronavírus encontrados em morcegos, dos quais provavelmente originou-se. Uma sequência de ácido nucleico em morcegos da espécie Rhinolophus affinis recolhida na província de Yunnan, também na China, revelou uma semelhança de 96% em relação ao SARS-CoV-2. Mas, pensa-se que antes de ser introduzido aos seres humanos tenha também estado envolvido um reservatório animal intermédio, como o pangolim. Do ponto de vista taxonómico, este vírus está classificado como estirpe da espécie de coronavírus relacionado com a síndrome respiratória aguda grave (SARS-CoV), porém seu domínio ligante do receptor (RBD) da proteína spike, é diferente e, portanto, sua ligação com o receptor ACE2 da célula humana não seria efetiva.
Em 7 de fevereiro de 2020, investigadores na cidade de Guangzhou (província de Guangdong, China) descobriram uma amostra de pangolim com uma sequência de ácido nucleico 99% idêntica ao SARS-CoV-2, com a diferença apenas de um aminoácido. Embora a lei chinesa proteja esses mamíferos, ainda é comum seu comércio ilegal para uso na medicina tradicional chinesa. Também no estado do Texas (Estados Unidos), microbiólogos e geneticistas encontraram evidências de rearranjo em coronavírus, o que sugere o envolvimento de pangolins na origem do SARS-CoV-2. No entanto, os coronavírus em pangolins encontrados até hoje partilham apenas 92% do genoma com o SARS-CoV-2, o que é insuficiente para provar que os pangolins sejam o hospedeiro intermédio. Em comparação, o vírus SARS responsável pelo surto de 2002-2004 partilhava 99,8% do seu genoma com os coronavírus da civeta.
Assim como a origem, também não existe consenso para a seleção natural do vírus: não se sabe se foi realizada antes ou junto ao transbordamento zoonótico, no hospedeiro intermediário ou nos humanos, respectivamente.
Em 2022, em uma mudança de postura, a Organização Mundial da Saúde recomendou fortemente maior investigação sobre a hipótese do escape do vírus de um laboratório chinês, previamente tendo considerado tal hipótese "extremamente improvável" em um relatório controverso publicado em 2021. A OMS tem criticado o governo chinês por não fornecer o acesso necessário aos laboratórios e aos dados brutos para que uma auditoria seja realizada. Também em uma mudança de postura, em julho de 2021 oficiais do alto escalão do governo Biden afirmaram considerar a hipótese de um escape de um laboratório como "tão plausível" quanto uma origem natural. Em 2023, diante de novas evidências, alguns departamentos do governo dos EUA, incluindo o Departamento de Energia e o FBI, classificaram o escape de laboratório como a causa mais provável para o surgimento do vírus, não havendo consenso entre todos órgãos do governo americano. As evidências disponíveis até o fim de 2021 apontam para uma origem natural, não havendo nenhuma evidência que confirme a hipótese de um escape de laboratório. Essa hipótese alternativa segue plausível, mas a ausência de transparência por parte das autoridades tem levado a relatórios inconclusivos.

## Virologia

### Infecção
A transmissão do SARS-CoV-2 entre seres humanos foi confirmada pela primeira vez durante a pandemia de coronavírus de 2019-20. A principal forma de transmissão são gotículas produzidas no sistema respiratório e expulsas ao tossir ou espirrar até um raio de 1,8 m. Outra possível causa de infeção é o contacto indireto através de superfícies contaminadas. A investigação preliminar sugere que o vírus possa permanecer ativo em plástico e aço até três dias, embora não consiga sobreviver em cartão mais do que um dia ou em cobre mais do que quatro horas. Foi também observado ARN viral em fezes de pacientes infectados.
Ainda não é claro se o vírus é infecioso durante o período de incubação. Em 1 de fevereiro de 2020 a OMS indicava que "a transmissão a partir de casos assintomáticos provavelmente não é uma das principais formas de transmissão". Acredita-se que a maior parte das infeções em seres humanos seja o resultado de transmissão entre pessoas que manifestam sintomas de COVID-19. No entanto, um modelo epidemiológico do início do surto na China sugere que a transmissão pré-sintomática pode ser típica entre as infeções documentadas.
Um estudo publicado em janeiro de 2021, indica que mais de metade dos contágios pelo novo coronavírus poderá ser provocado por transmissão assintomática. Apesar de não ser possível obter números exatos, é estimado que 59% dos contágios podem ser provocados quer por pessoas antes de desenvolverem sintomas (35%), quer por pessoas que, embora infetadas, nunca vêm a ter sintomas.
O SARS-CoV-2 não é encontrado no leite materno de mães infetadas, enquanto anticorpos específicos contra o vírus estão presentes. Portanto o SARS-CoV-2 não é transmitido através do leite materno. A indicação da OMS em caso de infeção materna é não interromper a amamentação, mas usar uma máscara, lavar as mãos com frequência e desinfetar superfícies regularmente. A instituição ainda alerta sobre os riscos decorrentes de separar recém-nascidos das mães.

### Reservatório
A OMS considera serem os morcegos o mais provável reservatório natural de SARS-CoV-2, embora algumas diferenças entre os coronavírus dos morcegos e o SARS-CoV-2 sugiram que os seres humanos foram infetados através de um hospedeiro intermédio. Embora já se tenha determinado que a estirpe é de origem natural. A investigação do reservatório natural da estirpe de vírus que causou a pandemia de SARS em 2002-2004 permitiu a descoberta de diversos coronavírus semelhantes à SARS em morcegos, a maior parte com origem no género Rhinolophus dos morcegos-de-ferradura, e duas sequências de ácido nucleico encontradas em amostras de Rhinolophus sinicus revelaram uma semelhança de 80% em relação ao SARS-CoV-2. Outra sequência de Rhinolophus affinis recolhida em Yunnan revelou uma semelhança de 96%.
Um estudo metagenómico publicado em 2019 concluiu que o SARS-CoV, a estirpe que causa a SARS, era o coronavírus com maior distribuição entre uma amostra de pangolins-malaio. Em 7 de fevereiro de 2020, foi anunciado que investigadores de Guangzhou tinham descoberto uma amostra de pangolim com uma sequência de ácido nucleico 99% idêntica ao SARS-CoV-2, com a diferença apenas de um aminoácido.
Em paralelo, microbiólogos e geneticistas no Texas encontraram evidências de rearranjo em coronavírus, o que sugere o envolvimento de pangolins na origem do SARS-CoV-2. No entanto, os coronavírus em pangolins encontrados até hoje partilham apenas 92% do genoma com o SARS-CoV-2, o que é insuficiente para provar que os pangolins sejam o hospedeiro intermédio. Em comparação, o vírus SARS responsável pelo surto de 2002-2004 partilhava 99,8% do seu genoma com os coronavírus da civeta.

### Filogenética e taxonomia
O SARS-CoV-2 pertence a uma grande família de vírus denominada coronavírus. É um vírus ARN de cadeia simples positiva (+ssRNA). Os coronavírus têm a capacidade de causar várias doenças em seres humanos, desde a simples constipação até doenças mais graves como a síndrome respiratória do Médio Oriente (MERS). O SARS-CoV-2 é o sétimo coronavírus conhecido a poder infectar seres humanos, sendo os restantes o 229E, NL63, OC43, HKU1, MERS-CoV e o SARS-CoV original.
Tal como a estirpe que causou o surto de SARS em 2003, o SARS-CoV-2 é um membro do sub-género Sarbecovirus (betacoronavírus linhagem B). A sua sequência de ARN tem o comprimento de aproximadamente 30 000 nucleobases. No entanto, o SARS-CoV-2 é o único dos coronavírus a incorporar um local de clivagem polibásico, uma característica que se sabe aumentar a patogenicidade e ritmo reprodutivo de outros vírus.
A partir de um número suficiente de genomas sequenciados, é possível reconstruir a árvore filogenética do historial de mutações de uma família de vírus. A árvore filogenética consiste basicamente em uma espécie de mapa genético ou árvore genealógica do vírus, permitindo avanços em termos de estudo, de entendimento do processo de contaminação ou mesmo de formas de tratamento derivados de linhagens suficientemente próximas.
Em 12 de janeiro de 2020 foram isolados em Wuhan cinco genomas de SARS-CoV-2. Em 30 de janeiro de 2020 eram conhecidos 42 genomas. Uma análise filogenética dessas amostras revelou estarem relacionados até sete mutações com um ancestral comum, o que significa que a primeira infeção em seres humanos ocorreu em novembro ou dezembro de 2019. Em 13 de março de 2020 estavam já amostrados e disponíveis publicamente 410 genomas de SARS-CoV-2.
Em 11 de fevereiro de 2020, o Comité Internacional de Taxonomia de Vírus anunciou que, de acordo com as regras vigentes que determinam as relações hierárquicas entre os coronavírus com base nas sequência conservadas dos ácidos nucleicos, as diferenças entre o SARS-CoV-2 e o SARS-CoV responsável pelo surto de SARS eram insuficientes para serem classificados como duas espécies virais diferentes. Desta forma, o SARS-CoV-2 foi classificado como estirpe dos coronavírus associados à síndrome respiratória aguda (SARS-CoV).

#### Variantes
Conforme o Centro de Controle e Prevenção de Doenças (CDC), dos Estados Unidos, não há um conceito consolidado na comunidade científica para definir ou distinguir "variante", "cepa" e "linhagem", sendo usados indistintamente também no contexto da pandemia de COVID-19.

Em maio de 2023, a única variante detectada em sequências publicadas no GISAID era a ómicron, sendo essa e suas sub-variantes as únicas classificadas como de interesse ou monitoradas pela OMS em junho do mesmo ano. Segundo a OMS, pelo menos desde fevereiro de 2022 tal variante já representava mais de 98% das sequências genéticas coletadas e disponíveis publicamente.

A mutação predominante no mundo em abril de 2021 era chamada pelo Instituto Butantan, do Brasil, de D614G. Em meados de 2021, a Organização Mundial da Saúde simplificou as designações das variantes atribuindo letras do alfabeto grego e dirimindo a associação com um país ou lugar.
Em 31 de maio de 2021 havia quatro variantes de preocupação e seis variantes de interesse e, em meados de setembro, a variante Delta havia se tornado prevalente, correspondendo a 99% de todos os casos no mundo, conforme a OMS.
Em 26 novembro de 2021, a Ômicron foi considerada pela OMS como sendo de "alto risco" para infecções, tendo Israel reportado que ela já havia superado as outras variantes na África do Sul, onde foi primeiro relatada. O Instituto Robert Koch da Alemanha escreveu neste dia: "até o momento, existem cerca de 70 registros em Gauteng, que inclui também a cidade de Joanesburgo. Outros genomas B.1.1.529 foram relatados até agora em Botswana (4), bem como casos individuais em Israel (histórico de viagens para o Malaui) e Hong Kong (histórico de viagens para a África do Sul)".
| Linhagem Pango  | Rótulo da OMS | Linhagem/clado GISAID           | Clado Nextstrain | Primeira documentação | Primeira documentação | Data de designação                                                    |
| --------------- | ------------- | ------------------------------- | ---------------- | --------------------- | --------------------- | --------------------------------------------------------------------- |
| B.1.1.7         | Alpha         | GRY (anteriormente: GR/501Y.V1) | 20I/S:501Y.V1    | Reino Unido           | setembro de 2020      | 18 de dezembro de 2020 (de preocupação)                               |
| B.1.351         | Beta          | GH/501Y.V2                      | 20H/S:501Y.V2    | África do Sul         | maio de 2020          | 18 de dezembro de 2020 (de preocupação)                               |
| P.1             | Gamma         | GR/501Y.V3                      | 20J/S:501Y.V3    | Brasil                | novembro de 2020      | 11 de janeiro de 2021 (de preocupação)                                |
| B.1.617.2       | Delta         | G/452R.V3                       | 21A/S:478K       | Índia                 | outobro de 2020       | 4 de abril de 2021 (de interesse) 11 de maio de 2021 (de preocupação) |
| P.2             | Zeta          | GR                              | 20B/S.484K       | Brasil                | abril de 2020         | 11 de março de 2021 (de interesse)                                    |
| P.3             | Theta         | GR                              | 20B/S:265C       | Filipinas             | janeiro de 2021       | 24 de março de 2021 (de interesse)                                    |
| B.1.525         | Eta           | G/484K.V3                       | 20A/S484K        | -                     | dezembro de 2020      | 17 de março de 2021 (de interesse)                                    |
| B.1.526         | Iota          | GH                              | 20C/S:484K       | Estados Unidos        | novembro de 2020      | 24 de março de 2021 (de interesse)                                    |
| B.1.427/B.1.429 | Epsilon       | GH/452R.V1                      | 20C/S.452R       | Estados Unidos        | março de 2020         | 5 de março de 2021 (de interesse)                                     |
| B.1.617.1       | Kappa         | G/452R.V3                       | 21A/S:154K       | Índia                 | outubro de 2020       | 4 de abril de 2021 (de interesse)                                     |
| B.1.1.529       | Ômicron       |                                 |                  | África do Sul         | novembro de 2021      | 26 de novembro de 2021                                                |

A mutação D614G é comum às linhagens B.1.1.28 e B.1.1.33. Da primeira linhagem se originaram as variantes P.1 e P.2 (com detecção inicial associada à transmissão comunitária no Brasil), enquanto que a variante N.9 tem origem na segunda linhagem mencionada. Há ainda as linhagens B.1.1.7, B.1.351 e B.1.318 associadas a detecções iniciais da transmissão comunitária no Reino Unido, na África do Sul e Suíça respectivamente. Devido à capacidade transmissão alta e adoecimento severo, B.1.1.7, B.1.351 e P.1 foram classificadas internacionalmente como variantes de preocupação, enquanto B.1.427 e B.1.429 (ambas com detecção inicial associada à transmissão comunitária nos Estados Unidos) eram variantes de interesse em meados de abril de 2021.

### Biologia estrutural

Ilustração de um virião de coronavírus

Cada virião de SARS-CoV-2 mede aproximadamente 50–200 nanómetros de diâmetro. Tal como outros coronavírus, o SARS-CoV-2 tem quatro proteínas estruturais, conhecidas como proteínas S (spike), E (envelope), M (membrana) e N (nucleocapsídeo). A proteína N contém o genoma ARN e em conjunto as proteínas S, E e M criam o envelope viral. A proteína S é a proteína que permite ao vírus ligar-se à membrana celular de uma célula hospedeira.
As primeiras experiências de modelação de proteínas na proteína S do vírus sugeriram que o SARS-CoV-2 tinha suficiente afinidade com os receptores de Enzima conversora da angiotensina 2 (ACE2) nas células humanas para as usar como mecanismo de penetração celular. Em 22 de janeiro de 2020, um grupo chinês e um grupo norte-americano, de forma independente, conseguiram demonstrar experimentalmente que a ACE2 podia ser o receptor do SARS-CoV-2. Vários estudos têm demonstrado que o SARS-CoV-2 tem uma maior afinidade com a ACE2 humana do que a estirpe de SARS original. O SARS-CoV-2 pode também usar a proteína basigina para penetrar nas células do hospedeiro. Para a penetração do SARS-CoV-2 também é fundamental o priming inicial da proteína S através de TMPRSS2. O SARS-CoV-2 produz pelo menos três fatores de virulência que promovem a libertação de novos viriões das células hospedeiras e inibem a resposta imunitária.

## Epidemiologia

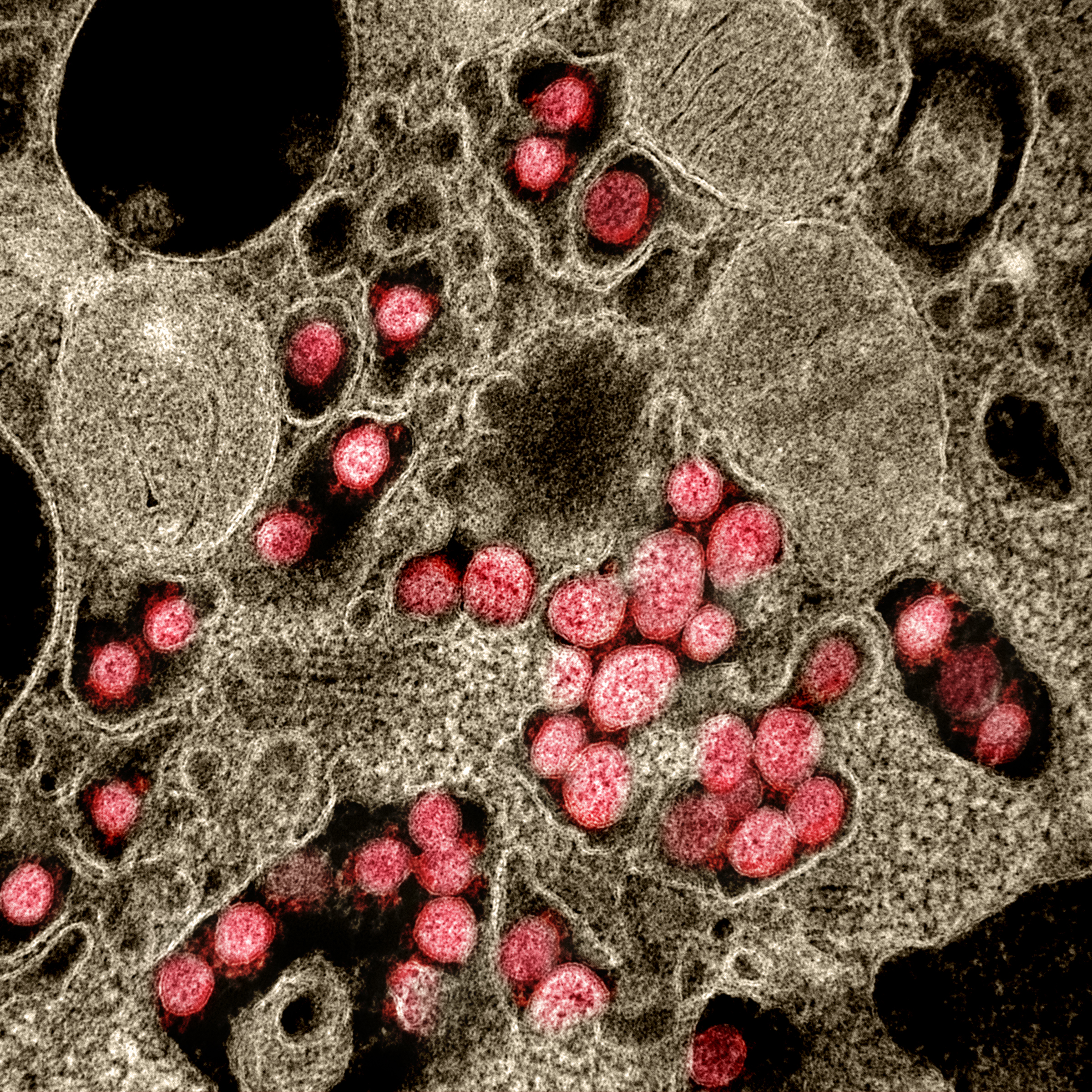
Micrografia por MET de viriões de SARS-CoV-2 (a vermelho) isolados de um paciente.

Com base na baixa variabilidade verificada entre as sequências genómicas conhecidas de SARS-CoV-2, pensa-se que a estirpe tenha sido detectada pelas autoridades apenas poucas semanas após ter emergido entre a população humana no fim de 2019. O caso mais antigo de infeção humana de que se tem conhecimento data de 17 de novembro de 2019. Posteriormente, o vírus espalhou-se para todas as províncias da China e mais de cem países em todos os continentes. Em todos os continentes foram confirmadas transmissões entre seres humanos. Em 30 de janeiro de 2020, a OMS declarou o SARS-CoV-2 uma Emergência de Saúde Pública de Âmbito Internacional, e em 11 de março uma pandemia.
Até a data de 30 de março de 2025, a pandemia tinha resultado em 777 602 273 casos confirmados de infeção em todo o mundo, dos quais 7 092 419 tinham resultado em morte. Embora a proporção de infeções que resulta em infeções confirmadas ou que evolui para doença diagnosticável permaneça incerta, um modelo matemático estimou que o número de pessoas infetadas apenas em Wuhan em 25 de janeiro de 2020 tenha sido de 75 815, data em que as infeções confirmadas eram bastante inferiores.
Estima-se que o número básico de reprodução ({\displaystyle R_{0}}) do SARS-CoV-2 seja de entre 1,4 e 3,9. Isto significa que é esperado que cada infeção pelo vírus resulte em 1,4 a 3,9 novas infeções quando nenhum membro da comunidade é imune e não é tomada nenhuma medida preventiva.